# Mamari
Mamari (gr. Μάμμαρι) – wieś na Cyprze, w dystrykcie Nikozja.